# Parallelia cuneilineata
Parallelia cuneilineata là một loài bướm đêm trong họ Erebidae.